# Усатая альциона
Усатая альцио́на, или бугенвильский ошейниковый зимородок (лат. Actenoides bougainvillei) — вид птиц семейства зимородковых. Выделяют два подвида. Эндемик  островов Бугенвиль и Гуадалканал.

## История изучения
Учёным никогда не доводилось наблюдать самцов усатой альционы. Вид был описан по одной самке, попавшей в фокус их внимания в 1920-е годы. В 1950-е еще двух птиц поймали местные охотники.
Орнитолог Кристофер Филарди добыл один экземпляр для музея во время экспедиции на остров в сентябре 2015 года. До этого он пытался увидеть «призрачную птицу» несколько десятилетий. Из-за этого он и его близкие подверглись травле в интернете со стороны «зелёных» зоозащитных активистов и невежественной публики, учёному пришлось сменить место работы и скрывать свой адрес.

## Биология
Питаются насекомыми и мелкими беспозвоночными.